# پارک و منطقه حفاظت شده ملی خلیج گلیشر
پارک و منطقه حفاظت شده ملی خلیج گلیشر (به انگلیسی: Glacier Bay National Park and Preserve) از پهناورترین پارک‌های طبیعی و ملی آمریکا است. این پارک در ایالت آلاسکا قرار دارد.
وسعت این پارک ملی ۱۳٬۲۸۷ کیلومتر مربع است (بزرگ تر از کشور قطر و تقریباً اندازه استان گیلان).

## وب‌گاه‌های بیرون
- وب‌گاه رسمی